# Chiesa dell'Assunzione della Beata Vergine Maria (Alanno)
La chiesa dell'Assunzione della Beata Vergine Maria è la parrocchiale di Alanno, in provincia di Pescara e arcidiocesi di Pescara-Penne; fa parte della forania di Torre de' Passeri.

## Storia
Stando alle notizie riportate da Giovanni Berardi nel Chronicon Casauriense, la primitiva cappella di Santa Maria fu fatta costruire dall'abate Oldrio.
Nel 1620 il barone Diomede Alato fece realizzare la cappella laterale dell'Annunziata; presumibilmente nello stesso periodo l'interno del luogo di culto venne interessato da un rimodellamento.
All'inizio del Novecento l'edificio era pericolante, tanto che il 5 giugno 1906, in ottemperanza a un decreto prefettizio, il Comune ne dichiarò la chiusura; l'evento sismico del 13 gennaio 1915 assestò il colpo finale alla struttura, che, così, nel 1918 dovette essere demolita.
Il 5 luglio 1925 iniziarono su disegno degli ingegneri Raffaello Giovannetti e Carlo Manetta i lavori di costruzione della nuova parrocchiale, la quale fu aperta al culto il 4 luglio 1926.
Nel 1938 il tetto della chiesa fu oggetto di un ripristino e nel 1960 l'edificio venne risistemato su disegno dell'architetto Carlo Pivi; in questa occasione si procedette alla modifica della facciata e all'erezione della torre campanaria.
Tra il 1974 e il 1978 si provvide al totale rifacimento del tetto e alla posa del nuovo pavimento e nel 1979 fu condotto l'adeguamento liturgico secondo le usanze postconciliari mediante l'aggiunta dell'altare rivolto verso l'assemblea e dell'ambone; nel 1980 venne ultimata la risistemazione dell'interno, che era stato lesionato dalle infiltrazioni d'acqua piovana.
Danneggiata da una scossa di terremoto nel 1997, la parrocchiale fu restaurata e consolidata tra il 2000 e il 2002.

## Descrizione

### Esterno
La facciata a salienti della chiesa, rivolta a occidente, si compone di tre corpi: quello centrale è caratterizzato dal portale d'ingresso lunettato e dal rosone, mentre ciascuna delle due ali laterali presenta un arco cieco in cui è inscritto un oculo.
Annesso alla parrocchiale è il campanile a base quadrata, la cui cella presenta su ogni lato una trifora ed è coperta dal tetto a quattro falde.

### Interno
L'interno dell'edificio si compone di tre navate, separate da pilastri sorreggenti degli archi a tutto sesto e abbelliti da paraste sopra i cui capitelli corre la trabeazione modanata e aggettante sulla quale si imposta un registro attico caratterizzato dalle finestre; al termine dell'aula si sviluppa il presbiterio, rialzato di alcuni gradini e chiuso dall'abside di forma semicircolare.